# ハマ
ハマ、アゲハマは、囲碁の用語のひとつ。囲碁では対戦中に盤上の相手の石のいくつかを取り上げることがあり、日本ルールにおいてはその取り上げた石をハマもしくはアゲハマと呼ぶ。後で数がわかるように手元に置いておかなければならず、通常碁笥の蓋を裏返して、ハマを乗せておく。なお投了の意思表示の際の作法の一つとして、投了する側がハマを盤上に置く行為が一般化している。
終局後、盤上の死んだ石もハマに加えられ、盤上の地の広さからハマを引いた合計が、白黒の対局者の総得点となる。整地では分かりやすいように、自分が取ったハマで相手の地を埋める（つまりハマが多いほど、相手の地が減る）。コウ争いが長引き増えすぎると盤面に置ききれない事態も発生する。

## 中国ルール
中国ルールでは、取った石を、取った直後に相手の碁笥へ返却する。これは中国ルールでの計算の仕方が日本とは違い、領地内の空点のみを数えるのではなく、空点及び自分の石の数を数えるためである。例えば200手で終局したとして、黒が10個の白石をアゲハマとして取った場合には、黒100個、白90個の石が盤上にあるはずである。この場合、ハマの10個を数えるのが日本流であり、盤上の90個を数えるのが中国流と言うことになる。